# El amor es ciego: Brasil temporada 1
La primera temporada de Casamento às Cegas: Brasil, también conocida como Love Is Blind: Brasil, se estrenó en Netflix el 6 de octubre de 2021, como parte de un evento de tres semanas.  
Siguiendo el formato de la serie de televisión estadounidense Love Is Blind, un grupo de hombres y mujeres se reúnen en el programa con la esperanza de encontrar una pareja para casarse.

## Producción
El rodaje comenzó en São Paulo el 16 de enero de 2021 y duró 39 días hasta las bodas. Después de que las cinco parejas de recién comprometidos abandonaron las cápsulas, el rodaje tuvo lugar en el Lake Villas Charm Hotel en Amparo, São Paulo, Brasil, cuando todas las parejas se fueron de retiro. Luego, las relaciones que sobrevivieron al retiro en el campo se mudan juntas a un complejo de departamentos en São Paulo, donde pasaron el resto del tiempo filmando hasta las bodas en marzo de 2021. 

### Lanzamiento
El tráiler de la primera temporada se lanzó el 10 de septiembre de 2021. Con el tráiler, se anunció que la temporada de diez episodios se lanzaría en un calendario de tres semanas: los primeros cuatro episodios se lanzaron el 6 de octubre de 2021, los siguientes cuatro el 13 de octubre y los dos últimos el 20 de octubre 
El 22 de octubre de 2021, Netflix anunció un especial de reencuentro disponible en YouTube el 4 de noviembre. La reunión se filmó el 21 de octubre de 2021. 

## Resumen de la temporada
| Parejas                              | Casados | Todavía juntos | Notas de relación |
| ------------------------------------ | ------- | -------------- | --- |
| Nanda Terra y Mack Alves             | Si      | Si             | Se comprometieron en octubre de 2021 durante el episodio de reencuentro. El 31 de mayo de 2022 dieron la bienvenida a su primer hijo, Ben. Se casaron a mediados de 2023 durante el episodio Después del Altar . |
| Luana Braga y Lissio Fiod            | Si      | No             | Casados en marzo de 2021. En el reencuentro, se reveló que los dos todavía estaban juntos. Sin embargo, la pareja anunció su separación el 1 de noviembre de 2022.                                               |
| Carol Novaes y Hudson Mendes         | Si      | No             | Casados en marzo de 2021. En el reencuentro, se reveló que ambos estaban separados. |
| Nanda Terra y Thiago Rocha           | Si      | No             | Casados en marzo de 2021. En el reencuentro, se reveló que los dos estaban separados y Nanda estaba saliendo con el concursante Mack Alves, quien le propuso matrimonio al final del programa.                   |
| Ana Prado y Shayan Haghbin           | No      | No             | Se separaron el día de su boda después de que Shayan dijera que no (Ana Prado también dijo que no). |
| Dayanne Feitoza y Rodrigo Vaisemberg | No      | No             | Se separaron el día de su boda después de que Dayanne dijera que no. En el reencuentro, se reveló que Dayanne está en una relación.                                                                              |

## Concursantes

### Compromisos no emitidos
Un total de diez parejas se comprometieron entre los concursantes. Además de las cinco parejas que aparecen en la serie, otras cinco también se comprometieron en el programa: ellos fueron: Aline Magara y Diego Pasquini, Ana Gaudêncio y Alexis Martinho, Anna Arraes y Bruno Brych, Pamella de Sousa y Gustavo Mester, Priscilla Pitman y Victor Varella.    

### Apariciones futuras
En 2022, Shay Haghbin apareció en A Fazenda 14, donde terminó expulsado del juego junto al modelo Tiago Ramos debido a un comportamiento violento entre ellos, terminando en el puesto 16-15,  en 2023, regresó para una segunda oportunidad en A Fazenda 15, donde fue el decimotercer concursante en ser expulsado el día 91, terminando en el octavo lugar.

## Concursantes
| Nombre                  | Edad | Ocupación           | Lugar de Residencia | Estado de Relación                                    |
| ----------------------- | ---- | ------------------- | ------------------- | ----------------------------------------------------- |
| Luana Braga             | 33   | Terapeuta           | Bahia               | Casados en marzo de 2021 Separados a finales del 2022 |
| Lissio Fiod             | 34   | Empresario          | Maranhão            | Casados en marzo de 2021 Separados a finales del 2022 |
| Carolina "Carol" Novaes | 29   | Abogada             | São Paulo           | Casados en marzo de 2021 Separados en 2021            |
| Hudson Mendes           | 26   | Empresario          | São Paulo           | Casados en marzo de 2021 Separados en 2021            |
| Fernanda "Nanda" Terra  | 36   | Artista de Belleza  | São Paulo           | Casados en marzo de 2021 Separados en 2021            |
| Thiago Rocha            | 34   | Paracaidista        | São Paulo           | Casados en marzo de 2021 Separados en 2021            |
| Ana Prado               | 29   | Modelo              | São Paulo           | Separados en la boda                                  |
| Shayan Haghbin          | 30   | Comerciante         | São Paulo           | Separados en la boda                                  |
| Dayanne Feitoza         | 31   | Empleada de Banco   | São Paulo           | Separados en la boda                                  |
| Rodrigo Vaisemberg      | 35   | Corredor de Seguros | São Paulo           | Separados en la boda                                  |
| Aline Magara            | 29   | N/A                 | N/A                 | Separados antes de la boda (compromiso no emitido)    |
| Diego Pasquini          | 36   | N/A                 | N/A                 | Separados antes de la boda (compromiso no emitido)    |
| Ana Gaudêncio           | 33   | N/A                 | N/A                 | Separados antes de la boda (compromiso no emitido)    |
| Alexis Martinho         | 31   | N/A                 | N/A                 | Separados antes de la boda (compromiso no emitido)    |
| Anna Arraes             | 29   | N/A                 | N/A                 | Separados antes de la boda (compromiso no emitido)    |
| Bruno Brych             | 35   | N/A                 | N/A                 | Separados antes de la boda (compromiso no emitido)    |
| Pamella de Sousa        | 34   | N/A                 | N/A                 | Separados antes de la boda (compromiso no emitido)    |
| Gustavo Mester          | 33   | N/A                 | N/A                 | Separados antes de la boda (compromiso no emitido)    |
| Priscilla Pitman        | 28   | N/A                 | N/A                 | Separados antes de la boda (compromiso no emitido)    |
| Victor Varella          | 29   | N/A                 | N/A                 | Separados antes de la boda (compromiso no emitido)    |
| Artur Nassar            | -    | N/A                 | N/A                 | No se comprometieron                                  |
| Bárbara Buff            | 29   | N/A                 | N/A                 | No se comprometieron                                  |
| Carla Maion             | 36   | N/A                 | N/A                 | No se comprometieron                                  |
| Carolina Stamatis       | 29   | N/A                 | N/A                 | No se comprometieron                                  |
| Gabriella Gonçalves     | 24   | N/A                 | N/A                 | No se comprometieron                                  |
| Fabiana Maruyama        | 36   | N/A                 | N/A                 | No se comprometieron                                  |
| Flavio Henrique         | 37   | N/A                 | N/A                 | No se comprometieron                                  |
| Leo Conceição           | 33   | N/A                 | N/A                 | No se comprometieron                                  |
| Luiz Paulo Melhor       | 32   | N/A                 | N/A                 | No se comprometieron                                  |
| Mackdavid "Mack" Alves  | 36   | N/A                 | N/A                 | No se comprometieron                                  |
| Mayara Carvalho         | 29   | N/A                 | N/A                 | No se comprometieron                                  |
| Thiago de Oliveira      | 28   | N/A                 | N/A                 | No se comprometieron                                  |

## Episodios
| No. de Episodio                  | Título                      | Fecha de Lanzamiento   |
| Semana 1                         | Semana 1                    | Semana 1               |
| -------------------------------- | --------------------------- | ---------------------- |
| 1                                | Cabina del Amor             | 6 de octubre de 2021   |
| 2                                | ¡Sí, acepto!                | 6 de octubre de 2021   |
| 3                                | Una luna de miel sensual    | 6 de octubre de 2021   |
| 4                                | Mejor juntos                | 6 de octubre de 2021   |
| Semana 2                         |                             |                        |
| 5                                | Expectativas vs. Realidad   | 13 de octubre de 2021  |
| 6                                | La convivencia              | 13 de octubre de 2021  |
| 7                                | ¿Qué hacemos ahora?         | 13 de octubre de 2021  |
| 8                                | Se acerca el día de la boda | 13 de octubre de 2021  |
| Semana 3                         |                             |                        |
| 9                                | Despedida de soltero        | 20 de octubre de 2021  |
| 10                               | La hora de la verdad        | 20 de octubre de 2021  |
| Especial (Disponible en Youtube) |                             |                        |
| 11                               | El Reencuentro              | 4 de noviembre de 2021 |